# Ferestraș mare

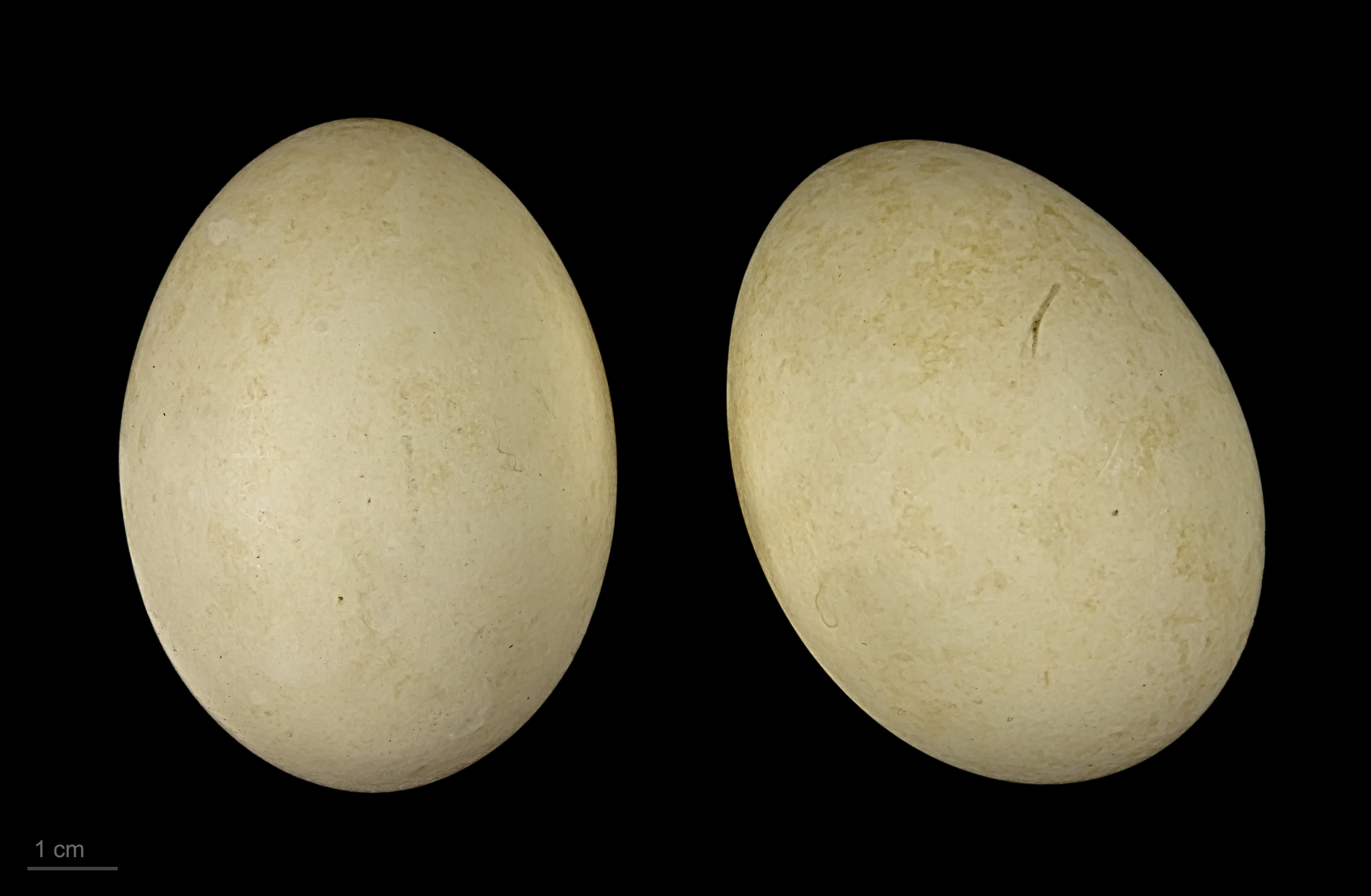
Mergus merganser - MHNT

Ferestrașul mare sau ferăstrașul mare, bodârlăul cu ferăstrău (Mergus merganser) este o pasăre înrudită cu rața, din familia anatidelor (Anatidae), cu ciocul zimțuit (ca un fierăstrău), răspândită în  apropierea  apelor de zonele împădurite din Europa, nordul și centrul Asiei și America de Nord. În România este o pasăre rară, sosind iarna din regiunile nordice ale Eurasiei, unde cuibărește, și este răspândită în regiunea Dunării și pe litoral, mai rar în interiorul țării. Iernează în Europa până la Oceanul Atlantic, în sudul Mării Mediterane și  în Asia de sud-est. Are o mărime de 66-71 cm (între corb și găină) și o greutatea de 1,5-2 kg; masculii sunt cu mult mai mari decât   femelele.  Este una din cele mai rapide păsări de apă și cea mai mare din cele 4 specii de ferestrași;  are corp aerohidrodinamic adaptat la înotul pe sub apă și la un zbor iute, viteza sa în aer poate atinge 100 km/oră.  Coloritul penajului este în general alb la mascul, cu capul, spatele, vârful aripilor și coada negre. Femelele sunt cenușii cu capul cafeniu-roșcat. Ciocul este roșu închis, lung, îngust și zimțuit pentru prinderea și reținerea peștilor alunecoși. Picioarele  sunt roșu-portocalii. Se hrănește cu pești.